# Breitbart News

Logo-ul Breitbart

Breitbart News Network (cunoscută de asemenea ca și Breitbart News, Breitbart sau Breitbart.com) este o companie media și site american de știri, opinii și comentarii de dreapta spre extrema dreaptă. Site-ul fondat în 2007 de către comentatorul și antreprenorul conservator american Andrew Breitbart. 
Breitbart își are sediul central în Los Angeles, California, cu birouri în Texas, Londra și Ierusalim. Co-fondatorul Larry Solov este proprietarul și CEO, in timp ce Joel Pollak este senior editor-at-large, iar Alexander Marlow este manager-editor. Publicația are, de asemenea, un program de radio zilnic pe canalul Sirius XM Patriot numit Breitbart Daily News.
Conceput de Andrew Breitbart în timpul unei vizite în Israel, în vara anului 2007, în scopul înființării unui site „care ar fi ideologic pro-libertate și pro-Israel”, Breitbart mai târziu, s-a aliniat cu dreapta populistă europeană și mișcarea Alt-right americană sub conducerea fostului președinte executiv al Breitbart News, Steve Bannon.
Breitbart a fost descris drept fiind o „voce puternică” pentru campania prezidențială a lui Donald Trump din 2016, politologul Matthew Goodwin descriind Breitbart ca fiind de o orientare „ultra-conservatoare”.
Evenimente importante din istoria Breitbart au inclus videoclipurile controversate ACORN 2009, controversa de „propagandă” din Fondul Național pentru Arte, demiterea lui Shirley Sherrod, scandalurile de sexting ale lui Anthony Weiner, scandalul „Prietenii lui Hamas”, campania Nancy Pelosi / Miley Cyrus, acuzațiile lui Michelle Fields împotriva lui Corey Lewandowski.

## Controverse
New York Times a descris Breitbart News ca fiind organizație cu „jurnaliști care acționează ideologic”, și care sunt o sursă de controverse „cu material misogin, xenofob și rasist”. Bannon a declarat site-ul drept „platforma pentru Alt-right”, în 2016, dar a negat toate acuzațiile de rasism și mai târziu a declarat că a respins tendințele „etno-naționaliste” ale mișcării Alt-right.

## Vezi și
- Alt-right
- Milo Yiannopoulos
- Paul Joseph Watson

## Legături externe
- Site web